# محوطه شهر خاست
محوطه شهر خاست مربوط به هزاره ۴ قبل از میلاد - دوره هخامنشی - سده‌های اولیه دوران‌های تاریخی پس از اسلام - دوره ایلخانی - دوره تیموریان است و در شهرستان شیراز، بخش زرقان، دهستان بند امیر، ۶ کیلومتری شمال غربی روستای بند امیر واقع شده و این اثر در تاریخ ۳۰ بهمن ۱۳۸۶ با شمارهٔ ثبت ۲۰۷۴۵ به‌عنوان یکی از آثار ملی ایران به ثبت رسیده است.